# Sainte-Radegonde (Gers)
Sainte-Radegonde é uma comuna francesa na região administrativa de Occitânia, no departamento de Gers. Estende-se por uma área de 9,82 km². Em 2010 a comuna tinha 186 habitantes (densidade: 18,9 hab./km²).